# 雷娜·邦塔
雷娜·加芙列拉·比利亚法涅·邦塔（英語：Reina Gabriela Villafañe Bonta；1999年4月17日—），菲律宾和美国女子职业足球运动员，司职中后卫，目前效力于桑托斯足球俱乐部和菲律宾国家女子足球队。她曾代表菲律宾参加2023年国际足联女子世界杯。